# Hontangas
Hontangas település Spanyolországban, Burgos tartományban. Hontangas Moradillo de Roa, La Sequera de Haza, Adrada de Haza, Haza, Campillo de Aranda és Torregalindo községekkel határos. Lakosainak száma 99 fő (2024).

## Népesség
A település népessége az utóbbi években az alábbiak szerint változott:
| Lakosok száma | 144  | 134  | 128  | 123  | 118  | 111  | 101  | 90   | 91   | 99   |
|               | 2001 | 2004 | 2006 | 2009 | 2011 | 2014 | 2016 | 2019 | 2021 | 2024 |